# Krystallopigi
Krystallopigi (în greacă Κρυσταλλοπηγή) este un oraș în Grecia în prefectura Florina.